# Vouharte
Vouharte is een gemeente in het Franse departement Charente (regio Nouvelle-Aquitaine) en telt 330 inwoners (1999). De plaats maakt deel uit van het arrondissement Angoulême.

## Geografie
De oppervlakte van Vouharte bedraagt 10,6 km², de bevolkingsdichtheid is 31,1 inwoners per km².
De onderstaande kaart toont de ligging van Vouharte met de belangrijkste infrastructuur en aangrenzende gemeenten.

## Demografie
Onderstaande figuur toont het verloop van het inwonertal (bron: INSEE-tellingen).